# The Plaything (film 1913)
The Plaything è un cortometraggio muto del 1913 diretto e interpretato da James Kirkwood.

## Produzione
Il film fu prodotto dalla Victor Film Company.

## Distribuzione
Distribuito dall'Universal Film Manufacturing Company, il film - un cortometraggio di una bobina - uscì nelle sale cinematografiche degli Stati Uniti il 30 maggio 1913.